# Selvaggio Morelli
Selvaggio Morelli (Prato, 8 marzo 1907 – ...) è stato un calciatore italiano, di ruolo centrocampista.

## Carriera
Giocò in Serie A con la Lucchese ed in Divisione Nazionale con il Prato.

## Palmarès

### Giocatore

#### Competizioni nazionali
- Serie B: 1

Lucchese: 1935-1936